# Beach volley ai III Giochi del Mediterraneo sulla spiaggia
Le gare di beach volley ai II Giochi del Mediterraneo sulla spiaggia si sono svolti dal 13 al 16 settembre 2023 a Heraklion, in Grecia.

## Podi
| Evento           | Oro                                 | Argento                                     | Bronzo                                 |
| Torneo maschile  | Francia Calvin Aye Quincy Aye       | Italia Davide Benzi Carlo Bonifazi          | Portogallo Joao Pedrosa Hugo Campos    |
| Torneo femminile | Italia Reka Orsi Toth Giada Bianchi | Italia Margherita Bianchin Claudia Scampoli | Francia Aline Chamereau Clemence Viera |

## Medagliere
| Posiz. | Nazione    | Oro | Argento | Bronzo | Totale |
| ------ | ---------- | --- | ------- | ------ | ------ |
| 1      | Italia     | 1   | 2       | 0      | 3      |
| 2      | Francia    | 1   | 0       | 1      | 2      |
| 3      | Portogallo | 0   | 0       | 1      | 1      |
| Totale | Totale     | 2   | 2       | 2      | 6      |